# Potomkowie Muhammada Alego Paszy
Poniżej przedstawiono drzewo genealogiczne uwzględniające ważniejszych potomków Muhammada Alego Paszy – założyciela ostatniej dynastii na egipskim tronie.
```
Muhammad Ali Pasza
 (
1769
–
1849
)
~Amina (?) (
1770
–
1824
)
   ├
Ibrahim Pasza
[
1
]
 (
1789
–
1848
)
    ~
Chuszijar Kadin
 (zm. 
1886
)
       ├
Isma’il Pasza
 (
1830
–
1895
)
        ~
Szafik Nur
 (zm. 
1884
)
           ├
Taufik Pasza
 (
1852
–
1892
)
            ~
Amina Hanem

               ├
Abbas II Hilmi
 (
1874
–
1944
)
                ~
Ikbal Hanem

                   ├
Muhammad Abdul Moneim
 (
1899
–
1979
)
               ├
Muhammad Ali Taufik
 (
1875
–
1955
)
    ~
Dżanazir Hanem
 (
1827
–
1912
)
       ├
Husajn Kamil
 (
1853
–
1817
)
    ~
Farial Kadin
 (zm. 
1902
)
       ├
Fu’ad I
 (
1868
–
1936
)
        ~
Sziwakiar Chanum Effendi
 (
1876
–
1947
)
           ├Ismail Fu’ad (
1896
–
1896
)
[
2
]

           ├
Faukia bint Fu’ad
 (
1897
–
1974
)
        ~
Nazli Sabri
 (
1894
–
1978
)
           ├
Faruk I
 (
1920
–
1965
)
            ~
Safinaz Zulfikar
 (
1921
–
1988
)
               ├
Farial bint Faruk
 (ur. 
1938
)
               ├
Fauzijja bint Faruk
 (
1940
–
2005
)
               ├
Fadia bint Faruk
 (
1943
–
2002
)
            ~
Nariman Sadek
 (
1934
–
2005
)
               ├
Fu’ad II
 (ur. 
1952
)
                ~
Dominique-France Loeb
 (ur. 
1948
)
                   ├
Muhammad Ali Said
 (ur. 
1979
)
                   ├
Fauzijja Latifa
 (ur. 
1982
)
                   ├
Fachruddin
 (ur. 
1987
)
           ├
Fauzijja bint Fu’ad
 (
1921
–
2013
)
            ~
Mohammad Reza Pahlawi
 (
1919
–
1980
)
               ├
Szahnaz Pahlawi
 (ur. 
1940
)
                ~
Ardeszir Zahedi
 (ur. 
1928
)
                  ├
Zahra Mahnaz Zahedi
 (ur. 
1958
)
                    ~
Chosrow Jahanbani
 (ur. 
1942
)
                       ├
Keichosrow Jahanbani
 (ur. 
1971
)
                       ├
Fawzieh Jahanbani
 (ur. 
1973
)
            ~
Ismail Husajn Szirin
 (
1919
–
1994
)
               ├
Nadia Szirin
 (ur. 
1950
)
               ├
Husajn Szirin
 (ur. 
1955
)
           ├
Faiza bint Fu’ad
 (
1923
–
1994
)
           ├
Faika bint Fu’ad
 (
1926
–
1983
)
           ├
Fathiya bint Fuad
 (
1930
–
1976
)
   ├
Tusun Pasza
 (
1794
–
1816
)
    ~
Bemba Hanum
 (zm. 
1871
)
       ├
Abbas I
 (
1813
–
1854
)
~
Ain ul-Hajat
 (zm. 
1849
)
   ├
Sa’id Pasza
 (
1822
–
1863
)
```